# Spiritus Dei
Albums de Les Prêtres
Gloria
Spiritus Dei est le premier album du groupe Les Prêtres.

## Diffusion du disque
Le CD sort en mars 2010 sous le label de TF1 Musique. Le démarrage est spectaculaire : dès la première semaine l'album est classé numéro 1 dans le classement officiel des ventes d'albums en France. Il conserve ce rang durant quatre semaines, puis no 2 pendant deux semaines avant de reprendre la première place pendant deux semaines.

## Liste des titres
| No  | Titre                                                          | Auteur                                        | Durée |
| --- | -------------------------------------------------------------- | --------------------------------------------- | ----- |
| 1.  | Spiritus Dei (Sarabande)                                       | Jean-Michel Di Falco, Georg Friedrich Haendel | 4:14  |
| 2.  | I Believe                                                      | Éric Lévi                                     | 4:12  |
| 3.  | Quand on n'a que l'amour                                       | Jacques Brel                                  | 3:30  |
| 4.  | Il est né le divin enfant                                      |                                               | 3:00  |
| 5.  | Ave Maria                                                      | Franz Schubert                                | 4:15  |
| 6.  | Amazing Grace                                                  | John Newton                                   | 4:47  |
| 7.  | L'Envie d'aimer                                                | Lionel Florence, Patrice Guirao               | 4:41  |
| 8.  | Ave Verum Corpus                                               | Wolfgang Amadeus Mozart                       | 3:01  |
| 9.  | Je crois en toi                                                | Didier Barbelivien                            | 3:28  |
| 10. | Conversation avec Dieu (texte lu par Jean-Michel Di Falco)     |                                               | 4:20  |
| 11. | Alléluia (Hallelujah)                                          | Leonard Cohen                                 | 4:46  |
| 12. | Il faudra leur dire                                            | Francis Cabrel                                | 3:43  |
| 13. | Minuit, chrétiens                                              | Placide Cappeau                               | 3:59  |
| 14. | L'Histoire de Spiritus Dei (texte lu par Jean-Michel Di Falco) | Jean-Michel Di Falco                          | 2:45  |

| 15. | Heal the World                         | Michael Jackson  | 4:54 |
| 16. | Nous nous reverrons un jour ou l'autre | Charles Aznavour | 2:56 |

## Certifications
| Pays     | Certifications | Ventes  |
| -------- | -------------- | ------- |
| France   | Diamant        | 723 000 |
| Belgique | Or             | 15 000  |

## Pour approfondir